# Le Pays romand
 (juillet 2024).
La mise en forme du texte ne suit pas les recommandations de Wikipédia : il faut le « wikifier ».
Les points d'amélioration suivants sont les cas les plus fréquents. Le détail des points à revoir est peut-être précisé sur la page de discussion.
- Les titres sont pré-formatés par le logiciel. Ils ne sont ni en capitales, ni en gras.
- Le texte ne doit pas être écrit en capitales (les noms de famille non plus), ni en gras, ni en italique, ni en « petit »…
- Le gras n'est utilisé que pour surligner le titre de l'article dans l'introduction, une seule fois.
- L'italique est rarement utilisé : mots en langue étrangère, titres d'œuvres, noms de bateaux, etc.
- Les citations ne sont pas en italique mais en corps de texte normal. Elles sont entourées par des guillemets français : « et ».
- Les listes à puces sont à éviter, des paragraphes rédigés étant largement préférés. Les tableaux sont à réserver à la présentation de données structurées (résultats, etc.).
- Les appels de note de bas de page (petits chiffres en exposant, introduits par l'outil «  Source ») sont à placer entre la fin de phrase et le point final[comme ça].
- Les liens internes (vers d'autres articles de Wikipédia) sont à choisir avec parcimonie. Créez des liens vers des articles approfondissant le sujet. Les termes génériques sans rapport avec le sujet sont à éviter, ainsi que les répétitions de liens vers un même terme.
- Les liens externes sont à placer uniquement dans une section « Liens externes », à la fin de l'article. Ces liens sont à choisir avec parcimonie suivant les règles définies. Si un lien sert de source à l'article, son insertion dans le texte est à faire par les notes de bas de page.
- La présentation des références doit suivre les conventions bibliographiques. Il est recommandé d'utiliser les modèles {{Ouvrage}}, {{Chapitre}}, {{Article}}, {{Lien web}} et/ou {{Bibliographie}}. Le mode d'édition visuel peut mettre en forme automatiquement les références.
- Insérer une infobox (cadre d'informations à droite) n'est pas obligatoire pour parachever la mise en page.

Pour une aide détaillée, merci de consulter Aide:Wikification.
Si vous pensez que ces points ont été résolus, vous pouvez retirer ce bandeau et améliorer la mise en forme d'un autre article.
Tout simplement
Le Pays romand est un chant populaire suisse, composé par Émile Jaques-Dalcroze et généralement enseigné à l'école primaire. 
Ses paroles s'inspirent de thèmes similaires (montagne, patrie, spiritualité) aux traditionnels cantiques comme « Ô Monts indépendants » (le précédent) et le « Cantique suisse », l'actuel hymne national.
Il a été publié dans des manuels scolaires, utilisés en particulier dans le canton de Vaud, et dans plusieurs recueils de chansons de mouvements scouts francophones,. 

## Paroles[5]
C'est si simple d'aimer
De sourire à la vie
De se laisser charmer
Lorsque c'est notre envie
De permettre à nos cœurs 
D'entrouvrir la fenêtre
Au soleil qui pénètre 
Et qui nous rend meilleurs.

Aimons nos montagnes
Nos Alpes de neige
Aimons nos campagnes
Que Dieu les protège,
Et chantons en chœur
Le pays romand
De tout notre cœur
Et tout simplement.
Et chantons en chœur
Le pays romand
De tout notre cœur
Et tout simplement.

L'air des monts est si frais
Tout là-haut sur l'alpage,
Que sans le faire exprès,
On se met à l'ouvrage,
Et c'est si doux de voir
Tant de bleu sur la plaine
Qu'on se sent l'âme pleine
De courage et d'espoir.

Aimons nos montagnes
Nos Alpes de neige
Aimons nos campagnes
Que Dieu les protège,
Et chantons en chœur
Le pays romand
De tout notre cœur
Et tout simplement.
Et chantons en chœur
Le pays romand
De tout notre cœur
Et tout simplement.

Et les choses qu'on voit
Tant de vieux les ont vues;
Nos peines et nos joies
Tant de vieux les ont eues.
Le passé a formé
Notre amour pour les choses;
Les amours sont écloses,
C'est si simple d'aimer.

Aimons nos montagnes
Nos Alpes de neige
Aimons nos campagnes
Que Dieu les protège,
Et chantons en chœur
Le pays romand
De tout notre cœur
Et tout simplement.
Et chantons en chœur
Le pays romand
De tout notre cœur
Et tout simplement.

## Parodie
Il existe en Romandie, et surtout dans le canton de Vaud, une version parodique du refrain du Pays romand. Les paroles sont contre les Suisses alémaniques, la communauté germanophone de la Suisse .
Le refrain parodique donne donc :
Aimons nos montagnes
Notre Alpe de neige
Aimons nos campagnes
Que Dieu les protège,
Et chantons en chœur
Le pays romand
Et foutons dehors
Tous les Suisses allemands.
Et chantons en chœur
Le pays romand
Et cassons la gueule
 À ces Suisse Allemands.
La parodie sera beaucoup reprise, dans les années 1960 et 1970, par les jeunes des groupes séparatistes jurassiens lors de la Question jurassienne.